# کجانگ
کجانگ (به لاتین: Kajang) یک منطقهٔ مسکونی در مالزی است که در سلانگور واقع شده‌است. کجانگ ۷۸۷٫۶۱ کیلومتر مربع مساحت و ۳۴۲٬۶۵۷ نفر جمعیت دارد.